# Limnephilus antiquus
Limnephilus antiquus is een fossiele soort schietmot uit de familie Limnephilidae.